# リシャード・マシューズ
リシャード・マシューズ（Rishard Matthews 1989年10月12日- ）はカリフォルニア州サンディエゴ出身の元アメリカンフットボール選手。現役時代のポジションはワイドレシーバー。

## 経歴

### プロ入り前
カリフォルニア州サンタアナの高校からベイカーズフィールド・カレッジを経て、ネバダ大学リノ校に転校した。ネバダ大学では2010年に49回のレシーブで793ヤードを獲得、4TDをあげて、ウェスタン・アスレティック・カンファレンスのセカンドチームに選ばれた。2011年シーズン前には、ビレトニコフ賞やホーナング賞の候補に名前があがった。ネバダ大学では2年間で、147回のレシーブ、2,243ヤード、13TDの成績をあげた。

### マイアミ・ドルフィンズ
2012年のNFLドラフト7巡でマイアミ・ドルフィンズに指名された。5月22日、ドルフィンズと4年契約を結んだ。同年11月15日のバッファロー・ビルズ戦で初出場した。
12月23日のビルズ戦では、いくつかのキーとなるレシーブで、24-10の勝利に貢献した。
ジェフ・アイルランドゼネラルマネージャーより、2013年の向上が期待された。11月11日のタンパベイ・バッカニアーズ戦で11回のレシーブで120ヤードを獲得、2TDをあげた。ドルフィンズで5回プロボウルに選ばれたマーク・クレイトンが1988年に10キャッチ、複数TDをあげて以来となる、2桁レシーブ回数と複数TDをあげた選手となった。12月15日のニューイングランド・ペイトリオッツ戦では24ヤードのTDパスをキャッチ、24-20での勝利に貢献した。2013年は41回のレシーブで448ヤード、2TDをあげた。
2014年は12回のレシーブで135ヤード、2TDをあげた。
2015年、第12週のニューヨーク・ジェッツ戦でカルビン・プライアーのヒットを受けて、複数本の肋骨を骨折、翌年1月2日、故障者リスト入りした。この年、11試合に出場し、43回のレシーブで662ヤード、4TDをあげた。

### テネシー・タイタンズ
2016年3月9日、テネシー・タイタンズと3年契約を結んだ。
このシーズンはパスキャッチ945ヤード、レシーブタッチダウン9回という成績であった。
翌2017年シーズンはパスキャッチ53回、795ヤードレシーブという成績であった。
2018年シーズンは開幕前に契約延長に合意したが、自身の出場機会を求めてシーズン途中にタイタンズに対して契約解除を要求した。

### タイタンズ退団後
2018年10月23日にニューヨーク・ジェッツと契約した。ジェッツでは5試合に出場した。
2019年シーズン6月13日にニューオーリンズ・セインツと契約を結んだが、8月10日にリリースされた。その2日後の8月12日に現役引退を表明した。